# هارولد هولت
هارولد إدوارد هولت (بالإنجليزية: Harold Edward Holt) (5 أغسطس 1908 - 17 ديسمبر 1967) هو سياسي ورئيس الوزراء الاسترالي السابع عشر. قضى هولت 32 عامًا في البرلمان و22 شهر كرئيس للوزراء قبل اختفائه في ديسمبر من العام 1967 أثناء سباحته في شاطئ شفيت ‏ قريبًا من مدينة بورتسي ويعتقد أنه لقي حتفه غرقًا.
ولد هولت في سيدني وعاش في ملبورن في عام 1920. وهو أول رئيس وزراء ولد في القرن العشرين، بعد اتحاد أستراليا. درس القانون في جامعة ملبورن وكان له ممارسته القانونية الخاصة، وأصبح في السابعة والعشرين من عمره عضوًا في مجلس النواب عن فوكنر  في الانتخابات الفرعية عام 1935. كان أحد رعايا روبرت منزيس الذي كان وزيرًا في حكومة حزب أستراليا المتحدة عام 1939. شغل سلسلة من الحقائب الوزارية حتى هزيمة الحكومة عام 1941. انقطعت فترة ولايته لفترة قصيرة قضاها في الجيش الأسترالي، والتي انتهت عندما استدعي إلى مجلس الوزراء بعد وفاة ثلاثة وزراء في كارثة كانبرا الجوية عام 1940. انضم إلى الحزب الليبرالي الجديد عند إنشائه عام 1945.
عندما تولى الليبراليون السلطة في عام 1949، أصبح هولت شخصية بارزة في الحكومة الجديدة. بوصفه وزيرًا للهجرة (1949-1956)، عمل على توسيع نظام الهجرة في مرحلة ما بعد الحرب وخفف من سياسة أستراليا البيضاء للمرة الأولى. كان أيضًا مؤثرًا باعتباره وزيرًا للعمل والخدمة الوطنية (1949-1958)، فتعامل مع العديد من نزاعات العلاقات الصناعية. انتخِب هولت نائبًا لزعيم الحزب الليبرالي في عام 1956، وبعد انتخابات عام 1958 حل محل آرثر فادن أمينًا للخزانة. أشرف على إنشاء بنك الاحتياطي الأسترالي والدولار الأسترالي العشري، لكن ألقي اللوم عليه بسبب أزمة الائتمان التي كادت أن تكلف التحالف انتخابات عام 1961. ومع ذلك، سرعان ما انتعش الاقتصاد واحتفظ هولت بمكانته كوريث واضح لمنزيس.
أصبح هولت رئيسًا للوزراء في يناير 1966، وانتُخب دون معارضة كزعيم ليبرالي بعد تقاعد منزيس. خاض انتخابات عامة في وقت لاحق من ذلك العام، وحقق فوزًا ساحقًا. واصلت حكومة هولت القضاء على سياسة أستراليا البيضاء، وعدلت الدستور لإعطاء الحكومة الفيدرالية مسؤولية شؤون السكان الأصليين، وأخرجت أستراليا من منطقة الأسترليني. روج هولت لزيادة المشاركة مع آسيا والمحيط الهادئ، وزار عددًا من دول شرق آسيا. وسعت حكومته مشاركة أستراليا في حرب فيتنام، وحافظت على علاقات وثيقة مع الولايات المتحدة في عهد الرئيس ليندون جونسون. أثناء زيارته للبيت الأبيض، أعلن هولت أنه كان «على طول الطريق مع ليندون بينز جونسون»، وهي ملاحظة لقيت استقبالًا سيئًا في الوطن.
بعد أقل من عامين بقليل على توليه منصبه، اختفى هولت أثناء السباحة في شاطئ شفيوت، فيكتوريا، في ظروف قاسية. على الرغم من عدم العثور على جثته، فقد افترضوا موته، وأدى اختفاؤه إلى ظهور العديد من نظريات المؤامرة. كان هولت ثالث رئيس وزراء أسترالي يموت وهو في منصبه. خلفه زعيم حزب الوطن جون ماكوين مؤقتًا ثم جون غورتون. أحيت ذكرى وفاته بعدة طرق، من بينها إنشاء مركز سباحة هارولد هولت التذكاري.

## النشأة

### الولادة والخلفية العائلية
ولد هولت في 5 أغسطس 1908 في منزل والديه في ستنمور، سيدني، نيو ساوث ويلز. كان أول ولدين وُلدا لأوليف ماي (الاسم قبل الزواج ويليامز، بيرس رسميًا) وتوماس جيمس هولت، ولد شقيقه الأصغر كليفورد عام 1910. تزوج والداه قبل ولادته بسبعة أشهر، في يناير 1908. من ناحية والده، ينحدر هولت من نسل جيمس هولت، وهو إسكافي من برمنغهام، إنجلترا، وصل إلى نيو ساوث ويلز في عام 1829. تدرب والد هولت كمدرس في سيدني وعندما ولد هارولد، عمل مدرسًا للتربية البدنية في مدرسة كليفلاند ستريت في سري هيلز. ولدت والدة هولت في يودوندا، جنوب أستراليا، ولها أصول كورنية، وإنجليزية، وألمانية، وأيرلندية، وأختها الممثلة فيرا بيرس. كانت جدته لأمه هانا ماريا بيركولز من عائلة باروسا الألمانية ولدت في أنغاستون بجنوب أستراليا؛ وهي ابنة كارل بيركولز، الذي ولد في بوتسدام، بروسيا.

### عمله القانوني
عمل هولت محاميًا متدربًا مع شركة فينك، وبيست، وميلر. قُبل في نقابة المحامين الفيكتورية في أواخر عام 1932، وافتتح مهنته القانونية الخاصة في العام التالي. لكن العملاء كانوا نادرين خلال فترة الكساد لذلك كثيرًا ما تقاضى المحامون رواتب منخفضة، لذلك عاش هولت في سكن داخلي واعتمد في كثير من الأحيان على كرم ضيافة الأصدقاء. بالاعتماد على علاقاته العائلية في عالم الاستعراض، وافق في النهاية على عرض ليصبح سكرتيرًا لجمعية عارضين التصوير السينمائي الفيكتوري، وهي مجموعة لوبية لصناعة الأفلام. بهذه الصفة مثل عدة مرات أمام محكمة الكومنولث للوساطة والتحكيم. وكان لهذا تأثير إيجابي على مهنته الخاصة، وفي النهاية اتخذ شريكين، الأول جاك غراهام ثم جيمس نيومان. حُلت شركة هولت وغراهام ونيومان عام 1963 بعد نزاع مالي، وأعيد تشكيلها لاحقًا باسم هولت ونيومان وهولت، مع نجل هولت سام كإضافة جديدة. انخفضت مشاركة هولت في هذه المهنة بمجرد دخوله السياسة وتوقف تمامًا في عام 1949، على الرغم من أنه لم يتقاعد رسميًا إلا بعد توليه رئاسة الوزراء.

### سيرته السياسية المبكرة
في عام 1933 انضم هولت إلى الشباب القومي، وهو جناح الشباب في حزب أستراليا المتحدة. كون صداقة مع مابل بروكس، وعن طريقها تعرف على أعضاء كبار في الرابطة الوطنية الأسترالية النسائية المؤثرة. حصل أيضًا على رعاية روبرت منزيس، الذي شاركه الخلفية والآراء السياسية ذاتها. في الانتخابات الفيدرالية لعام 1934، رُشح هولت عن حزب أستراليا المتحدة في دائرة يارا. كان مقعدًا آمنًا لحزب العمال، وشغله زعيم الحزب (ورئيس الوزراء السابق) جيمس سكولين. خسر هولت بشكل كبير، مثلما كان متوقعًا، لكنه امتدِح لحملته الانتخابية. في أوائل العام التالي، نافس على كليفتون هيل ــوهو مقعد آمن آخر لحزب العمال-في انتخابات الولاية في فيكتوريا، وخسر أمام برت كريميان. انتخِب هولت في النهاية لعضوية البرلمان في محاولته الثالثة، ففاز في انتخابات فرعية فيدرالية لمقعد فوكنر في أغسطس 1935؛ توفي سلفه جورج ماكسويل وهو على رأس عمله. فاز في الترشيحات المبدئية لحزب أستراليا المتحدة ضد خمسة مرشحين آخرين، وهو انتصار نسبته صحيفة سميثس ويكلي إلى «العرابات السياسيات» في الرابطة الوطنية الأسترالية النسائية. تمركز مقعده الجديد في ضواحي ملبورن الشرقية الداخلية الثرية.
كان هولت في السابعة والعشرين من عمره عندما دخل البرلمان، ما جعله أصغر أعضائه. ظل بعيدًا عن الأضواء نسبيًا في سنواته القليلة الأولى، لكنه تحدث عن مجموعة واسعة من الموضوعات. عندما أصبح روبرت منزيس رئيسًا للوزراء في أبريل 1939، جعل هولت واحدًا من أربعة وزراء بدون حقيبة. بعد انهيار التحالف مع حزب الوطن، أصبح من الممكن إشراك هولت –ففي السابق اقتصر عدد معين من المناصب على نواب حزب الوطن، لكن الوزارة الجديدة تألفت من أعضاء حزب أستراليا المتحدة. على الرغم من عدم وجود حقيبة رسمية لهولت، لكنه عمل بشكل فعال كمساعد وزير لريتشارد كيسي، الذي ترأس وزارة التموين والتنمية. كُلف بمسؤولية هيئة البحث العلمي والصناعي، وعمل أيضًا لفترات كوزير للتجارة والجمارك، ووزير الطيران المدني والطيران بينما كان شاغلو الوظائف في الخارج. انتهت المهمة الأولى لهولت كوزير في مارس 1940، عندما أعيد تشكيل التحالف مع حزب الوطن. كان بديله آرثر فادن، وهو رئيس وزراء آخر في المستقبل.

## روابط خارجية
- هارولد هولت على موقع الموسوعة البريطانية (الإنجليزية)
- هارولد هولت على موقع مونزينجر (الألمانية)
- هارولد هولت على موقع إن إن دي بي (الإنجليزية)